# Saison 2014 de la NFL
Navigation
Édition précédente Édition suivante
La saison 2014 de la NFL est la 95e saison de la National Football League (NFL), la ligue principale d'équipes professionnelles de football américain aux États-Unis regroupant 32 franchises.
La NFL est organisée en deux conférences distinctes depuis sa fusion avec sa rivale, l'American Football League en 1970 : la National Football Conference (NFC) et l'American Football Conference (AFC). Ces deux conférences sont subdivisées en quatre divisions de 4 équipes chacune: Est, Ouest, Nord et Sud.
Chaque franchise dispute 16 matchs en 17 semaines lors de la saison régulière qui débute le 4 septembre 2014 et se termine le 28 décembre 2014. Suit alors la phase finale opposant les 6 meilleures équipes de la saison régulière dans chaque conférence. Celle-ci débute le 3 janvier 2015 et se termine le 1er février 2015 par le Super Bowl XLIX opposant les deux champions de chaque conférence au University of Phoenix Stadium de Glendale en Arizona. 
Les Patriots de la Nouvelle-Angleterre y battent les Seahawks de Seattle sur le score de 28-24 et deviennent champions pour la quatrième fois de leur histoire.

## Présaison

### Draft
La Draft 2014 de la NFL a eu lieu entre le 8 et le 10 mai 2014 au Radio City Music Hall de New York. 256 joueurs y ont été recrutés.
Jadeveon Clowney (DE des Gamecocks de la Caroline du Sud) a été recruté à la première place au total par les Texans de Houston.
Johnny Manziel, vainqueur du Trophée Heisman en 2013, a été recruté au premier tour par les Browns de Cleveland mais n'est pas titulaire.
Certains quarterbacks recrutés lors de la Draft sont devenus titulaires au cours de la saison :
- Blake Bortles (Knights de l'UCF) chez les Jaguars de Jacksonville
- Teddy Bridgewater (Cardinals de Louisville) chez les Vikings du Minnesota
- Derek Carr (Bulldogs de Fresno State) chez les Raiders d'Oakland
- Zach Mettenberger (Tigers de LSU) chez les Titans du Tennessee

### Nouveaux stades
- Le Levi's Stadium, situé à Santa Clara (Californie), dans la baie de San Francisco, a été inauguré en juillet 2014. Il est le nouveau stade des 49ers de San Francisco, remplaçant Candlestick Park.
- Les Vikings du Minnesota jouent la première de leurs deux saisons au TCF Bank Stadium (le stade de l'Université du Minnesota) pendant la construction de leur nouvelle enceinte (le Vikings Stadium) sur le site de l'ancien stade.
- Reliant Stadium, le stade des Texans de Houston, est rebaptisé NRG Stadium après le rachat de Reliant Energy par NRG Energy.

## Calendrier
La saison se compose de 256 matchs de saison régulière avant la phase finale, répartis sur 17 semaines. Chaque équipe joue 16 matchs de saison régulière sur 17 semaines avec une semaine de repos. Les équipes jouent à deux reprises leurs trois adversaires de conférence sur des matchs aller-retour et affrontent une seule fois les quatre adversaires d'une autre division de la même conférence et quatre autres d'une division de l'autre conférence selon un calendrier préétabli (voir plus bas). Elles affrontent aussi une équipe de chacune des deux autres divisions (ayant fini la saison précédente à la même place dans leur division).
Le coup d'envoi de la saison est donné le 4 septembre 2014 chez le champion en titre. Les Seahawks de Seattle battent les Packers de Green Bay 36-16.
La saison régulière s'achève le 28 décembre 2014 par les matchs de division, les 16 rencontres étant jouées le même jour.
La phase finale a lieu en janvier 2015 et le Super Bowl XLIX le 1er février 2015 au University of Phoenix Stadium de Glendale (Arizona).

### Matchs intra-conférence
- AFC Est - AFC Ouest
- AFC Nord - AFC Sud
- NFC Est - NFC Ouest
- NFC Nord - NFC Sud

### Matchs inter-conférence
- AFC Est - NFC Nord
- AFC Nord - NFC Sud
- AFC Sud - NFC Est
- AFC Ouest - NFC Ouest

### Série internationale
3 matchs ont lieu à Londres au stade de Wembley en 2014 dans le cadre de la série internationale.
- Le 28 septembre 2014 : Les Raiders d'Oakland reçoivent les Dolphins de Miami et s'inclinent 14-38
- Le 26 octobre 2014 : Les Falcons d'Atlanta reçoivent les Lions de Détroit et s'inclinent 21-22 après avoir mené 21-0 à la mi-temps
- Le 9 novembre 2014 : Les Jaguars de Jacksonville reçoivent les Cowboys de Dallas et perdent sur le score de 17-31

## Classement de la saison régulière
Légende :
V = Victoires, D = Défaites, N = Matchs nuls, PCT = Pourcentage victoires, DIV =Victoires-Défaites Division, CONF =Victoires-Défaites Conférence, PM = Points marqués, PE = Points encaissés
w : Non champion de division, wild-card; y = Champion de division; z = Champion de division dispensé de wild-card; * = avantage du terrain pendant les playoffs
| Qualifiés pour les playoffs |

| AFC Est                                   | AFC Est | AFC Est | AFC Est | AFC Est | AFC Est | AFC Est | AFC Est | AFC Est |
| Franchise                                 | V       | D       | N       | PCT     | DIV     | CONF    | PM      | PE      |
| ----------------------------------------- | ------- | ------- | ------- | ------- | ------- | ------- | ------- | ------- |
| z* (1) Patriots de la Nouvelle-Angleterre | 12      | 4       | 0       | 75      | 4-2     | 9-3     | 468     | 313     |
| Bills de Buffalo                          | 9       | 7       | 0       | 56,3    | 4-2     | 5-7     | 343     | 289     |
| Dolphins de Miami                         | 8       | 8       | 0       | 50      | 3-3     | 6-6     | 388     | 373     |
| Jets de New York                          | 4       | 12      | 0       | 25      | 1-5     | 4-8     | 283     | 401     |
| AFC Nord                                  |         |         |         |         |         |         |         |         |
| Franchise                                 | V       | D       | N       | PCT     | DIV     | CONF    | PM      | PE      |
| y (3) Steelers de Pittsburgh              | 11      | 5       | 0       | 68,8    | 4-2     | 9-3     | 436     | 368     |
| w (5) Bengals de Cincinnati               | 10      | 5       | 1       | 65,6    | 3-3     | 7-5     | 365     | 344     |
| w (6) Ravens de Baltimore                 | 10      | 6       | 0       | 62,5    | 3-3     | 6-6     | 409     | 302     |
| Browns de Cleveland                       | 7       | 9       | 0       | 43,8    | 2-4     | 4-8     | 299     | 337     |
| AFC Sud                                   |         |         |         |         |         |         |         |         |
| Franchise                                 | V       | D       | N       | PCT     | DIV     | CONF    | PM      | PE      |
| y (4) Colts d'Indianapolis                | 11      | 5       | 0       | 68,8    | 6-0     | 9-3     | 458     | 369     |
| Texans de Houston                         | 9       | 7       | 0       | 56,3    | 4-2     | 8-4     | 372     | 307     |
| Jaguars de Jacksonville                   | 3       | 13      | 0       | 18,8    | 1-5     | 2-10    | 249     | 412     |
| Titans du Tennessee                       | 2       | 14      | 0       | 12,5    | 1-5     | 2-10    | 254     | 438     |
| AFC Ouest                                 |         |         |         |         |         |         |         |         |
| Franchise                                 | V       | D       | N       | PCT     | DIV     | CONF    | PM      | PE      |
| z (2) Broncos de Denver                   | 12      | 4       | 0       | 75      | 6-0     | 10-2    | 482     | 354     |
| Chiefs de Kansas City                     | 9       | 7       | 0       | 56,3    | 3-3     | 7-5     | 353     | 281     |
| Chargers de San Diego                     | 9       | 7       | 0       | 56,3    | 2-4     | 6-6     | 348     | 348     |
| Raiders d'Oakland                         | 3       | 13      | 0       | 18,8    | 1-5     | 2-10    | 253     | 452     |

| NFC Est                       | NFC Est | NFC Est | NFC Est | NFC Est | NFC Est | NFC Est | NFC Est | NFC Est |
| Franchise                     | V       | D       | N       | PCT     | DIV     | CONF    | PM      | PE      |
| ----------------------------- | ------- | ------- | ------- | ------- | ------- | ------- | ------- | ------- |
| y (3) Cowboys de Dallas       | 12      | 4       | 0       | 75      | 4-2     | 8-4     | 467     | 352     |
| Eagles de Philadelphie        | 10      | 6       | 0       | 62,5    | 4-2     | 6-6     | 474     | 400     |
| Giants de New York            | 6       | 10      | 0       | 37,5    | 2-4     | 4-8     | 380     | 400     |
| Redskins de Washington        | 4       | 12      | 0       | 25      | 2-4     | 2-10    | 301     | 438     |
| NFC Nord                      |         |         |         |         |         |         |         |         |
| Franchise                     | V       | D       | N       | PCT     | DIV     | CONF    | PM      | PE      |
| z (2) Packers de Green Bay    | 12      | 4       | 0       | 75      | 5-1     | 9-3     | 486     | 348     |
| w (6) Lions de Détroit        | 11      | 5       | 0       | 68,8    | 5-1     | 9-3     | 321     | 282     |
| Vikings du Minnesota          | 7       | 9       | 0       | 43,8    | 1-5     | 6-6     | 325     | 343     |
| Bears de Chicago              | 5       | 11      | 0       | 31,3    | 1-5     | 4-8     | 319     | 442     |
| NFC Sud                       |         |         |         |         |         |         |         |         |
| Franchise                     | V       | D       | N       | PCT     | DIV     | CONF    | PM      | PE      |
| y (4) Panthers de la Caroline | 7       | 8       | 1       | 46,9    | 4-2     | 6-6     | 339     | 374     |
| Saints de La Nouvelle-Orléans | 7       | 9       | 0       | 43,8    | 3-3     | 6-6     | 401     | 424     |
| Falcons d'Atlanta             | 6       | 10      | 0       | 37,5    | 5-1     | 6-6     | 381     | 417     |
| Buccaneers de Tampa Bay       | 2       | 14      | 0       | 12,5    | 0-6     | 1-11    | 277     | 410     |
| NFC Ouest                     |         |         |         |         |         |         |         |         |
| Franchise                     | V       | D       | N       | PCT     | DIV     | CONF    | PM      | PE      |
| z* (1) Seahawks de Seattle    | 12      | 4       | 0       | 75      | 5-1     | 10-2    | 394     | 254     |
| w (5) Cardinals de l'Arizona  | 11      | 5       | 0       | 68,8    | 3-3     | 8-4     | 310     | 299     |
| 49ers de San Francisco        | 8       | 8       | 0       | 50      | 2-4     | 7-5     | 306     | 340     |
| Rams de Saint-Louis           | 6       | 10      | 0       | 37,5    | 2-4     | 4-8     | 324     | 354     |

## Playoffs
À l'issue de la saison régulière, dans chaque conférence, 6 équipes sont qualifiées pour la phase finale (matchs d'après-saison) : les 4 champions de division et les 2 meilleures équipes non-championnes. L'avantage du terrain est donné aux champions de division pour le tour de Wild card aux 2 meilleurs champions de division pour la demi-finale.

### Tableau du tour final
|  | Tour Wild Cards | Tour Wild Cards | Tour Wild Cards     |                     |            | Playoffs de Division | Playoffs de Division | Playoffs de Division |    |  | Finales de Conférence | Finales de Conférence | Finales de Conférence |    |  | Super Bowl XLIX | Super Bowl XLIX | Super Bowl XLIX |
|  |                 |                 |                     |                     |            |                      |                      |                      |    |  |                       |                       |                       |    |  |                 |                 |                 |
|  | 6               | Detroit         | 20                  |                     |            |                      |                      |                      |    |  |                       |                       |                       |    |  |                 |                 |                 |
|  | 3               | Dallas          | 24                  |                     |            |                      |                      |                      |    |  |                       |                       |                       |    |  |                 |                 |                 |
|  | 3               | Dallas          | 24                  |                     | 3          | Dallas               | 21                   |                      |    |  |                       |                       |                       |    |  |                 |                 |                 |
|  |                 |                 |                     |                     | 3          | Dallas               | 21                   |                      |    |  |                       |                       |                       |    |  |                 |                 |                 |
|  |                 |                 | 2                   | Green Bay           | 26         |                      |                      |                      |    |  |                       |                       |                       |    |  |                 |                 |                 |
|  |                 |                 | 2                   | Green Bay           | 26         |                      |                      |                      |    |  |                       |                       |                       |    |  |                 |                 |                 |
|  |                 |                 |                     |                     |            |                      |                      |                      |    |  |                       |                       |                       |    |  |                 |                 |                 |
|  |                 |                 |                     |                     |            |                      |                      |                      |    |  |                       |                       |                       |    |  |                 |                 |                 |
|  |                 |                 |                     |                     |            |                      | 2                    | Green Bay            | 22 |  |                       |                       |                       |    |  |                 |                 |                 |
|  | NFC             |                 |                     |                     |            |                      | 2                    | Green Bay            | 22 |  |                       |                       |                       |    |  |                 |                 |                 |
|  |                 | 1               | Seattle             | 28                  |            |                      |                      |                      |    |  |                       |                       |                       |    |  |                 |                 |                 |
|  | 5               | 1               | Seattle             | 28                  | Arizona    | 16                   |                      |                      |    |  |                       |                       |                       |    |  |                 |                 |                 |
|  | 5               |                 |                     |                     | Arizona    | 16                   |                      |                      |    |  |                       |                       |                       |    |  |                 |                 |                 |
|  | 4               | Caroline        | 27                  |                     |            |                      |                      |                      |    |  |                       |                       |                       |    |  |                 |                 |                 |
|  | 4               | Caroline        | 27                  |                     | 4          | Caroline             | 17                   |                      |    |  |                       |                       |                       |    |  |                 |                 |                 |
|  |                 |                 |                     |                     | 4          | Caroline             | 17                   |                      |    |  |                       |                       |                       |    |  |                 |                 |                 |
|  |                 |                 | 1                   | Seattle             | 31         |                      |                      |                      |    |  |                       |                       |                       |    |  |                 |                 |                 |
|  |                 |                 | 1                   | Seattle             | 31         |                      |                      |                      |    |  |                       |                       |                       |    |  |                 |                 |                 |
|  |                 |                 |                     |                     |            |                      |                      |                      |    |  |                       |                       |                       |    |  |                 |                 |                 |
|  |                 |                 |                     |                     |            |                      |                      |                      |    |  |                       |                       |                       |    |  |                 |                 |                 |
|  |                 |                 |                     |                     |            |                      |                      |                      |    |  |                       | N1                    | Seattle               | 24 |  |                 |                 |                 |
|  |                 |                 |                     |                     |            |                      |                      |                      |    |  |                       |                       |                       |    |  |                 |                 |                 |
|  |                 | A1              | Nouvelle-Angleterre | 28                  |            |                      |                      |                      |    |  |                       |                       |                       |    |  |                 |                 |                 |
|  | 5               | A1              | Nouvelle-Angleterre | 28                  | Cincinnati | 10                   |                      |                      |    |  |                       |                       |                       |    |  |                 |                 |                 |
|  | 5               |                 |                     |                     | Cincinnati | 10                   |                      |                      |    |  |                       |                       |                       |    |  |                 |                 |                 |
|  | 4               | Indianapolis    | 26                  |                     |            |                      |                      |                      |    |  |                       |                       |                       |    |  |                 |                 |                 |
|  | 4               | Indianapolis    | 26                  |                     | 4          | Indianapolis         | 24                   |                      |    |  |                       |                       |                       |    |  |                 |                 |                 |
|  |                 |                 |                     |                     | 4          | Indianapolis         | 24                   |                      |    |  |                       |                       |                       |    |  |                 |                 |                 |
|  |                 |                 | 2                   | Denver              | 13         |                      |                      |                      |    |  |                       |                       |                       |    |  |                 |                 |                 |
|  |                 |                 | 2                   | Denver              | 13         |                      |                      |                      |    |  |                       |                       |                       |    |  |                 |                 |                 |
|  |                 |                 |                     |                     |            |                      |                      |                      |    |  |                       |                       |                       |    |  |                 |                 |                 |
|  |                 |                 |                     |                     |            |                      |                      |                      |    |  |                       |                       |                       |    |  |                 |                 |                 |
|  |                 |                 |                     |                     |            |                      | 4                    | Indianapolis         | 7  |  |                       |                       |                       |    |  |                 |                 |                 |
|  | AFC             |                 |                     |                     |            |                      | 4                    | Indianapolis         | 7  |  |                       |                       |                       |    |  |                 |                 |                 |
|  |                 | 1               | Nouvelle-Angleterre | 45                  |            |                      |                      |                      |    |  |                       |                       |                       |    |  |                 |                 |                 |
|  | 6               | 1               | Nouvelle-Angleterre | 45                  | Baltimore  | 30                   |                      |                      |    |  |                       |                       |                       |    |  |                 |                 |                 |
|  | 6               |                 |                     |                     | Baltimore  | 30                   |                      |                      |    |  |                       |                       |                       |    |  |                 |                 |                 |
|  | 3               | Pittsburgh      | 17                  |                     |            |                      |                      |                      |    |  |                       |                       |                       |    |  |                 |                 |                 |
|  | 3               | Pittsburgh      | 17                  |                     | 6          | Baltimore            | 31                   |                      |    |  |                       |                       |                       |    |  |                 |                 |                 |
|  |                 |                 |                     |                     | 6          | Baltimore            | 31                   |                      |    |  |                       |                       |                       |    |  |                 |                 |                 |
|  |                 |                 | 1                   | Nouvelle-Angleterre | 35         |                      |                      |                      |    |  |                       |                       |                       |    |  |                 |                 |                 |
|  |                 |                 | 1                   | Nouvelle-Angleterre | 35         |                      |                      |                      |    |  |                       |                       |                       |    |  |                 |                 |                 |
|  |                 |                 |                     |                     |            |                      |                      |                      |    |  |                       |                       |                       |    |  |                 |                 |                 |

(*) Indique les victoires en prolongations.

### Wild Card
Le tour de Wild card (barrage) a lieu les 3 et 4 janvier 2015. Il oppose dans chacune des deux conférences les deux moins bons champions de division aux deux meilleures équipes non-championnes.

#### Samedi 3 janvier 2015
NFC : Cardinals de l'Arizona - Panthers de la Caroline

Match disputé au Bank of America Stadium de Charlotte

Statistique de la rencontre : Cardinals 16 - 27 Panthers

Résumé sur nfl.com
| Quart temps | 1  | 2  | 3  | 4 | Total |
| ----------- | -- | -- | -- | - | ----- |
| Cardinals   | 0  | 14 | 0  | 2 | 16    |
| Panthers    | 10 | 3  | 14 | 0 | 27    |

AFC : Ravens de Baltimore - Steelers de Pittsburgh

Match disputé au Heinz Field de Pittsburgh

Statistiques de la rencontre : Ravens 30 - 17 Steelers

Résumé sur nfl.com
| Quart temps | 1 | 2  | 3  | 4  | Total |
| ----------- | - | -- | -- | -- | ----- |
| Ravens      | 0 | 10 | 10 | 10 | 30    |
| Steelers    | 3 | 6  | 0  | 8  | 17    |

#### Dimanche 4 janvier 2015
AFC : Bengals de Cincinnati - Colts d'Indianapolis

Match disputé au Lucas Oil Stadium d'Indianapolis

Statistiques de la rencontre : Bengals 10 - 26 Colts

Résumé sur nfl.com
| Quart temps | 1 | 2 | 3  | 4 | Total |
| ----------- | - | - | -- | - | ----- |
| Bengals     | 7 | 3 | 0  | 0 | 10    |
| Colts       | 7 | 6 | 10 | 3 | 26    |

NFC : Lions de Détroit - Cowboys de Dallas

Match disputé au AT&T Stadium, à Arlington

Statistiques de la rencontre : Lions 20 - 24 Cowboys

Résumé sur nfl.com
| Quart temps | 1  | 2 | 3 | 4  | Total |
| ----------- | -- | - | - | -- | ----- |
| Lions       | 14 | 3 | 3 | 0  | 20    |
| Cowboys     | 0  | 7 | 7 | 10 | 24    |

### Demi-finales de conférence
Les demi-finales de conférence ont lieu les 10 et 11 janvier 2015. Ils opposent dans chacune des deux conférences les deux meilleurs champions de division aux deux équipes qualifiées par le tour de barrage.

#### Samedi 10 janvier 2015
AFC : Ravens de Baltimore - Patriots de la Nouvelle-Angleterre

Match disputé au Gillette Stadium de Foxborough

Statistiques de la rencontre : Ravens 21 - 35 Patriots

Résumé sur nfl.com
| Quart temps | 1  | 2 | 3  | 4 | Total |
| ----------- | -- | - | -- | - | ----- |
| Ravens      | 14 | 7 | 7  | 3 | 31    |
| Patriots    | 7  | 7 | 14 | 7 | 35    |

NFC : Panthers de la Caroline - Seahawks de Seattle

Match disputé au CenturyLink Field de Seattle

Statistiques de la rencontre : Panthers 17 - 31 Seahawks

Résumé sur nfl.com
| Quart temps | 1 | 2  | 3 | 4  | Total |
| ----------- | - | -- | - | -- | ----- |
| Panthers    | 0 | 10 | 0 | 7  | 17    |
| Seahawks    | 7 | 7  | 0 | 17 | 31    |

#### Dimanche 11 janvier 2015
NFC : Cowboys de Dallas - Packers de Green Bay

Match disputé au Lambeau Field de Green Bay

Statistiques de la rencontre : Cowboys 21 - 26 Packers

Résumé sur nfl.com
| Quart temps | 1 | 2 | 3  | 4 | Total |
| ----------- | - | - | -- | - | ----- |
| Cowboys     | 7 | 7 | 7  | 0 | 21    |
| Packers     | 7 | 3 | 10 | 6 | 26    |

AFC : Colts d'Indianapolis - Broncos de Denver

Match disputé au Mile High Stadium de Denver

Statistiques de la rencontre : Colts 24 - 13 Broncos

Résumé sur nfl.com
| Quart temps | 1 | 2  | 3 | 4 | Total |
| ----------- | - | -- | - | - | ----- |
| Colts       | 0 | 14 | 7 | 3 | 24    |
| Broncos     | 7 | 3  | 0 | 3 | 13    |

### Finales de conférence

#### Dimanche 18 janvier 2015
NFC : Packers de Green Bay - Seahawks de Seattle

Match disputé au CenturyLink Field de Seattle

Statistiques de la rencontre : Packers 22 - 28 Seahawks

Résumé sur nfl.com
| Quart temps | 1  | 2 | 3 | 4  | pr | Total |
| ----------- | -- | - | - | -- | -- | ----- |
| Packers     | 13 | 3 | 0 | 6  | 0  | 22    |
| Seahawks    | 0  | 0 | 7 | 15 | 6  | 28    |

AFC : Colts d'Indianapolis - Patriots de la Nouvelle-Angleterre

Match disputé au Gillette Stadium de Foxborough

Statistiques de la rencontre : Colts 7 - 45 Patriots

Résumé sur nfl.com
| Quart temps | 1  | 2 | 3  | 4 | Total |
| ----------- | -- | - | -- | - | ----- |
| Colts       | 0  | 7 | 0  | 0 | 7     |
| Patriots    | 14 | 3 | 21 | 7 | 45    |

## Super Bowl XLIX

### Dimanche1erfévrier 2015
AFC-NFC : Patriots de la Nouvelle-Angleterre - Seahawks de Seattle

Match disputé à l'University of Phoenix Stadium de Glendale

Statistiques de la rencontre : Patriots 28 - 24 Seahawks

Résumé sur nfl.com
| Quart temps | 1 | 2  | 3  | 4  | Total |
| ----------- | - | -- | -- | -- | ----- |
| Patriots    | 0 | 14 | 0  | 14 | 28    |
| Seahawks    | 0 | 14 | 10 | 0  | 24    |

## Événements majeurs

### Scandales

#### L'Affaire Ray Rice
Le running back des Ravens de Baltimore, Ray Rice, est suspendu initialement pour deux matchs à la suite d'une altercation avec sa petite amie, devenue depuis son épouse. En septembre 2014, dans une vidéo de caméra de surveillance rendue publique, on voit le joueur mettre K.O. sa compagne dans un ascenseur à Atlantic City en février 2014. Roger Goodell, président de la NFL, est mis en cause pour la gestion de cette affaire de violence conjugale. Rice est finalement limogé et suspendu indéfiniment par la ligue. Une décision de justice annule la suspension  dès novembre 2014, mais aucune franchise ne le signe.

#### Deflategate: L'affaire des ballons dégonflés des Patriots
Surnommé par les médias américains le « Deflategate », le scandale porte sur des ballons sous-gonflés ou dégonflés volontairement par les Patriots de la Nouvelle-Angleterre lors de la finale de conférence AFC jouée face aux Colts d'Indianapolis, un ballon dégonflé pouvant apporter un avantage à l'attaque. C'est la seconde polémique autour des « Pats » puisqu'au tour précédent, les Ravens de Baltimore avaient reproché à l'équipe de Bill Belichick d'avoir triché en déclarant un joueur offensif inéligible auprès des arbitres au dernier moment, ne donnant pas le temps à la défense de reconnaître quels joueurs étaient éligibles pour pouvoir les couvrir. La NFL déclare que les Patriots n'ont enfreint aucun règlement lors de ce match mais elle va interdire cette tactique dès la saison suivante.
En mai 2015, un rapport met en évidence qu'il est « plus que probable » que des employés des Patriots aient dégonflé intentionnellement des ballons face aux Colts, Tom Brady étant au courant de ces agissements. L'enquête souligne également que Bill Belichick et les autres membres de la franchise ignoraient sans doute la situation. Quelques jours plus tard, la NFL suspend Tom Brady pour quatre matchs. La franchise perd deux tours de la draft 2016 et reçoit une amende record d'un million de dollars. Le 3 septembre, quelques jours avant le début de la nouvelle saison, un juge fédéral annule la suspension de Brady. La NFL annonce son intention de faire appel mais cette action n'étant pas suspensive, Tom Brady commence la saison 2015 sur le terrain. Le 25 avril 2016, l'affaire connait son dénouement puisque la Cour d'appel réinstaure la suspension. Tom Brady annonce le 15 juillet qu'il ne fait pas appel de sa suspension de quatre matches.

### Décès majeurs
- William Clay Ford
- Ralph Wilson (en)
- Malcolm Glazer
- Chuck Noll

### Possibles délocalisations
- Les Bills de Buffalo
- Les Raiders d'Oakland
- Les Rams de Saint-Louis

## Nouveaux records
- Semaine 1 : Avec sa victoire sur les Colts d'Indianapolis, Peyton Manning (quarterback des Broncos de Denver) devient le second quarterback de l'histoire (avec Brett Favre) à avoir vaincu chacune des 32 franchises de la NFL.
- Semaine 3 : Devin Hester, des Falcons d'Atlanta, établit un nouveau record de touchdowns sur retour de coup de  pied avec sa 20e réalisation contre les Buccaneers de Tampa Bay.
- Semaine 4 : Les Packers de Green Bay remportent leur 700e victoire en saison régulière, seulement dépassé par les Bears de Chicago.
- Semaine 5 : Les Browns de Cleveland, menés 28 à 3, l'emportent 29-28, établissant un nouveau record de comeback pour une équipe à l'extérieur dans l'histoire de la NFL. Tom Brady (quarterback des Patriots de la Nouvelle-Angleterre) devient le 6e quarterback de l'Histoire à lancer pour plus de 50 000 yards, rejoignant Brett Favre, Peyton Manning, Dan Marino, Drew Brees et John Elway.
- Semaine 7 : Peyton Manning établit un nouveau record de touchdowns à la passe en réalisant son 509e pour Demaryius Thomas contre les 49ers de San Francisco.

## Récompenses[20]
- Meilleur Joueur (Most Valuable Player) : Aaron Rodgers, quarterback, Packers de Green Bay ;
- Joueur offensif de l'année (Offensive Player Of The Year) : DeMarco Murray,  running back, Cowboys de Dallas ;
- Joueur défensif de l'année (Defensive Player Of The Year) : J. J. Watt, defensive end, Texans de Houston ;
- Rookie offensif de l'année (Offensive Rookie Of The Year) : Odell Beckham Jr., wide receiver, Giants de New York ;
- Rookie défensif de l'année (Defensive Rookie Of The Year) : Aaron Donald, defensive tackle, Rams de Saint-Louis ;
- Entraîneur de l'année (Coach Of The Year) : Bruce Arians, Cardinals de l'Arizona ;
- Revenant de l'année (Comeback Of The Year) : Rob Gronkowski, tight end, Patriots de la Nouvelle-Angleterre ;
- Trophée Walter Payton : Thomas Davis, linebacker, Panthers de la Caroline ;
- Classe 2015 du Pro Football Hall of Fame :
  - Jerome Bettis, running back, Rams/Steelers ;
  - Tim Brown, wide receiver, Raiders/Buccaneers ;
  - Charles Haley, defensive end, 49ers/Cowboys ;
  - Bill Polian, directeur général, Bills/Panthers/Colts ;
  - Junior Seau, linebacker, Chargers/Dolphins/Patriots
  - Will Shields, guard, Chiefs ;
  - Mick Tingelhoff, centre, Vikings ;
  - Ron Wolf, directeur général, Packers.